# Kalsé
Kalsé est une localité située dans le département de Kirsi de la province du Passoré dans la région Nord au Burkina Faso.

## Géographie
Kalsé se trouve à 10 km à l'ouest du centre de Kirsi, le chef-lieu du département, à 2,5 km à l'ouest de Tampouy et à environ 42 km à l'est de Yako et de la route nationale 2 reliant le centre au nord du pays. La commune est traversée par la route régionale 20 qui relie Yako à Kaya en passant par Bokin.

## Santé et éducation
Le centre de soins le plus proche de Kalsé est le centre de santé et de promotion sociale (CSPS) de Tampouy tandis que le centre médical avec antenne chirurgicale (CMA) de la province se trouve à Yako.